# Féas
Féas ist eine ehemalige französische Gemeinde mit zuletzt 412 Einwohnern (Stand  2013) im Département Pyrénées-Atlantiques in der Region Nouvelle-Aquitaine. Die Bewohner werden Féasiens genannt.
Mit Wirkung vom 1. Januar 2017 wurden die früheren Gemeinden Féas und Ance zur Commune nouvelle Ance Féas fusioniert.

## Lage
Féas liegt etwa zehn Kilometer südwestlich von Oloron-Sainte-Marie im Vallée de Barétous im Béarn.

## Geschichte
Paul Raymond, Archivar und Historiker des 19. Jahrhunderts, notierte die Erwähnung unter dem Namen Feaas im Jahre 1385 anlässlich einer Volkszählung. Es wurden 21 Haushalte gezählt und vermerkt, dass die Siedlung in der Bailliage von Oloron liegt.

### Einwohnerentwicklung
| Jahr      | 1968 | 1975 | 1982 | 1990 | 1999 | 2006 | 2009 | 2013 |
| --------- | ---- | ---- | ---- | ---- | ---- | ---- | ---- | ---- |
| Einwohner | 327  | 312  | 299  | 404  | 373  | 386  | 437  | 412  |